# 石川県道61号加賀インター線
石川県道61号加賀インター線（いしかわけんどう61ごう かがインターせん）は、石川県加賀市内を通る県道（主要地方道）である。

## 概要
国道8号および国道305号から北陸自動車道加賀ICに連絡する。
全区間、舗装済みであり、また規格改良済みでもある。起点の熊坂交差点から加賀ICにかけての区間は、両側4車線（片側2車線）の幅員があり、両側には歩道が設けられている。この区間は、山代温泉や山中温泉などの加賀温泉郷を間近に控え、沿道には各種案内看板が立ち並んでいる。また土産物店や運送業者の物流基地があり、マイカーや観光バスだけでなく、多くの大型トラックも見られる。加賀ICから終点の三木交差点にかけては両側2車線（片側1車線）の幅員があり、片側に歩道が設置されている。

### 路線データ
- 起点：石川県加賀市熊坂町オ229番1地先（熊坂交差点・国道8号交点）
- 終点：石川県加賀市三木町201番地先（三木交差点・国道305号（国道365号・石川県道5号福井加賀線重複）交点、石川県道296号三木塩屋線起点）

## 歴史
- 1960年（昭和35年）10月15日：加賀市熊坂町と同市塩屋町の区間を「石川県道熊坂塩屋線」として路線認定。
- 1993年（平成5年）5月11日 - 建設省から、県道熊坂塩屋線の一部が加賀インター線として主要地方道に指定される[1]。
- 1994年（平成6年）4月1日：「石川県道熊坂塩屋線」のうち、主要地方道に指定された加賀市熊坂町と加賀市三木町の区間を分離して加賀インター線として新たに路線認定。なお、残りの区間は同日一般県道として三木塩屋線の路線名で新たに認定。

## 地理

### 通過する自治体
- 加賀市

### 交差する道路
- 国道8号（加賀市熊坂町・熊坂交差点、起点）
- 石川県道141号熊坂今出線（加賀市熊坂町）
- 北陸自動車道加賀IC（加賀市三木町）
- 国道305号（国道365号・石川県道5号福井加賀線重複）・石川県道296号三木塩屋線（加賀市三木町・三木交差点、終点）

### 沿線にある施設など
- IRいしかわ鉄道線
- 加賀セントラルゴルフ倶楽部
- 加賀市立三木小学校
- 加賀市立三木地区公民館
- 大聖寺川